# Стовпцовски рејон
Стовпцовски рејон (блр. Стаўбцоўскі раён; рус. Столбцо́вский район) је административна јединица другог нивоа у западном делу Минске области у Републици Белорусији.
Административни центар рејона је град Стовпци.

## Географија
Стовпцовски рејон обухвата територију површине 1.884,52 км² и на 12. је месту по величини у Минској области.
Граничи се са Валожинским рејоном на северу, Дзјаржинским, Узданским и Капиљским рејонима на истоку и са Њасвишким рејоном на југу. На западу граничи се са Гродњенском области (Карелицки, Навагрудски и Ивјевски рејон)
Рејон лежи на благо заталасаном подручју просечних надморских висина између 180 и 200 метара (максимална висина 340 метара. Најважнији водоток је река Њемен са својим притокама Сулом, Усом и Аљховком.
Клима је умереноконтинентална са просечним јануарским температурама од -6,4 °C, јулским 17,7 °C. Просечна годишња сума падавина је 635 мм, а вегетациони период траје до 190 дана. Око 40% територије је прекривено шумама.

## Историја
Рејон је основан 15. јануара 1940, а у садашњим границама је од 1965. године.

## Демографија
Према резултатима пописа из 2009. на подручју Стовпцовског рејона стално је било насељено 42.007 становника или у просеку 22,32 ст./км².
Основу популације чине Белоруси (75,1%), Пољаци (16,41%), Руси (5,84%) и Украјинци (1,15%).

### Насеља
На подручју рејона постоји 201 насељено место. У административном погледу рејон је подељен на један град — Стовпци (уједно и административни центар рејона) и на 15 сеоских општина.

## Саобраћај
Преко територије овог рејона пролази железнички и друмски правац Минск—Брест